# Dusona lacivia
Dusona lacivia là một loài tò vò trong họ Ichneumonidae.